# McMahon
McMahon hay MacMahon (phiên âm Anh Anh: Macmen; Anh Mỹ: Macmen - Macman - Macmaen; tiếng Ireland cũ: Mac Mathghamhna; tiếng Ireland cải cách: Mac Mathúna) là một họ ở Ireland. Họ phát sinh riêng ở hai khu vực: phía tây quận Clore và quận Monaghan. MacMahons County Monaghan (Airgíalla) không liên quan đến MacMahons County Clore (Thomond).

## Lịch sử

### Thomond
Thomond MacMahons là một phần của bộ lạc vĩ đại, Dál gCais, và tuyên bố có dòng dõi từ Mahon O'Brien, con trai của Muirchertach Ua Briain, vua tối cao của Ireland. Corcu Baiscin được giữ bởi hậu duệ của Carbry Bascain cho đến Thế kỉ 11, khi con cháu của Mahon O'Brien chinh phục họ.
Theo J Frost trong "History and Topography of Clare" xuất bản năm 1893, trang 74, viết Mahone 'a quo MacMahon chết năm 1129, để lại hai người con Murtagh và Dermot. Theo Frost, dòng dõi chính của MacMahons hoặc McMahons ở Clare có nguồn gốc từ Murtagh. Người McMahons đã chiếm lĩnh lãnh thổ Corcabaskin, ở phía nam quận Clore ngày nay, vào thế kỷ 12.cùng thời điểm họ chấp nhận định cư tại đây.
Đoạn trích trong "Annals of the Four Masters", Frost viết Donogh MacMahon, Lord of Corcabaskin mất năm 1488, và hai con ông, Brian và Teige Roe phân chia lãnh thổ của ông – với Brian ở phía Tây Corcabaskin (còn gọi là Moyarta) và Teige Roe ở phía Đông (Clonderalow). Hai phân nhánh cai trị này được thiết lập vững chắc ở Corcabaskin, Tây Clare, có các thành trì của họ như Lâu đài Carrigaholt và Lâu đài Clonderlaw, là những địa điểm nổi bật và là nơi thu hút du khách ngày nay.
Tháng 8 năm 1585, các nhà lãnh đạo Ireland của Thomond buộc phải kí hiệp định với Ngài John Perrott, Phó Chúa của Ireland. Frost viết: "Một số người kí hiệp định dường như đã bị Perrott mua chuộc để tuân thủ... [bao gồm Teige MacMahon... của Clonderalaw [và] Turlough MacMahon... của Moyarta." Họ được phép giữ lại thành trì và đất đai của họ miễn tiền thuế đất. Hai MacMahon đã nhận được các danh hiệu Baronet bằng tiếng Anh, thay thế các danh hiệu Ireland truyền thống của họ, vào thời điểm này. Hai người con trai kế vị họ là chủ gia đình đều chắc chắn mỗi người mang danh hiệu tiếng Anh.
Người đứng đầu cuối cùng của Tây Corcabaskin MacMahon, Ngài Teige Caech MacMahon, đã bị giết trong hoặc sau Trận chiến Kinsale năm 1602, và danh hiệu ông nắm giữ chấm dứt. 